# Григорян, Асмик
Асмик Григорян (лит. Asmik Grigorian; род. 12 мая 1981, Вильнюс) — литовская оперная певица (сопрано). Лауреат Национальной премии Литвы по культуре и искусству (2019).

## Биография
В 1999 году окончила Национальную художественную школу имени Микалоюса Константинаса Чюрлёниса в Вильнюсе. Изучала музыку в Литовской академии музыки и театра и окончила её со степенью магистра в 2006 году. Дебютировала на сцене в Литве, позже выступала в Латвийской национальной опере и Мариинском театре.
Соосновательница Вильнюсской городской оперы и двукратный лауреат высшей театральной премии Литвы — «Золотой сценический крест»: в 2005 и 2010 годах.
С 2011 года выступала в различных оперных театрах на международной сцене. Впервые появилась в операх Петра Чайковского, исполнив ведущие роли. Среди них партия Настасьи в «Чародейке» в Театре ан дер Вин в сентябре 2014 года и Татьяны в «Евгении Онегине» в Комише опер в Берлине в 2016 году.
В мае 2016 года получила награду лучшей молодой певице на Международной оперной премии в Лондоне. В декабре 2016 года выступила в Шведской королевской опере в премьере оперы «Федора» Умберто Джордано в главной партии. Во время своего дебюта на Зальцбургском фестивале в августе 2017 года она исполнила партию Мари в опере Альбана Берга «Воццек», получив признание критиков. Григорян назвали «превосходной исполнительницей с глубоким пониманием вокального стиля Берга».
Выступила на Эдинбургском международном фестивале в августе 2019 года, когда Комише опер привезла в Эдинбург свою постановку «Евгения Онегина» Петра Чайковского.
Официальный посол благотворительной организации Римантаса Каукенаса.

## Личная жизнь
Дочь армянского тенора Гегама Григоряна (1951—2016) и литовской сопрано Ирены Милькявичюте (род. 1947), профессора Литовской академии музыки и театра.
С 2000 по 2007 годы была замужем за оперным солистом Гедрюсом Жалисом (род. 1969). В 2002 году в семье родился сын. В июле 2015 года вышла замуж за российского театрального режиссёра Василия Бархатова (род. 1983). В этом браке в 2016 году родилась дочь.
Её брат Вардан Григорян является дирижёром.

## Награды
- Международная оперная премия (2016)
- Опера XXI: Оперная певица года (2022)[17]
- Международная оперная премия: Лучшая певица (2019)[18]
- Кавалер ордена «За заслуги перед Литвой» (2018)[19]
- Национальная премия Литвы по культуре и искусству (2019)
- Медаль Мовсеса Хоренаци (2020, Армения)[20]

## Дискография
- С Дмитрием Хворостовским : Dmitri Hvorostovsky Sings of War, Peace, Love and Sorrow, исполнении фрагмента из опер «Война и мир» Сергея Прокофьева и «Демон» Антона Рубинштейна. Delos Records, 2016.
- Рахманинов: Диссонанс, Асмик Григорян и Лукас Генюшас, Alpha Classics, 25 марта 2022

## Видеозаписи
- 2019: Штраус — Саломея (Джулиан Прегардиен, Асмик Григорян, Джон Дашак, Ромео Кастеллуччи, Анна Мария Кьюри, Габор Бретц)
- 2021: Штраус — Электра (Осрин Стундите, Таня Ариан Баумгартнер, Асмик Григорян, Михаэль Лауренц, Франц Вельзер-Мёст)
- 2021: Дворжак — Русалка (Асмик Григорян, Эрик Катлер, Карита Маттила, Катарина Далайман, Айвор Болтон)